# Magic Farm
Magic Farm ist ein Science-Fiction-Film und eine schwarze Rom-Com von Amalia Ulman. Der in Argentinien spielende Film mit Chloë Sevigny, Alex Wolff, Joe Apollonio, Camila del Campo und Simon Rex in den Hauptrollen feierte Ende Januar 2025 beim Sundance Film Festival seine Premiere. Ende April 2025 kam er in die US-Kinos.

## Handlung
Ein Medienteam reist nach Argentinien, um einen einheimischen Musiker zu porträtieren. Versehentlich landen sie jedoch im falschen Land. Während sie mit Einheimischen zusammenarbeiten, um einen viralen Trend zu kreieren, bilden sich inmitten einer sich entwickelnden Gesundheitskrise Beziehungen.

## Produktion
Regie führte Amalia Ulman, die auch das Drehbuch schrieb. Es handelt sich bei Magic Farm nach El Planeta von 2021 um den zweiten Spielfilm der argentinischen Künstlerin. Alles hatte damit begonnen, als Ulman zum ersten Mal von dem Problem der Glyphosate in den Entwicklungsländern erfuhr. Die Schwester ihrer Großmutter, die im ländlichen Argentinien lebt, erblindete aufgrund der Agrochemikalien, die in der Nähe ihres Hauses versprüht wurden. Wie viele andere, die von den Versprühungen auf Monsanto-Plantagen betroffen waren, habe sie das Gefühl gehabt, nichts dagegen tun zu können, weil die Verflechtungen zwischen der Regierung und den Konzernen zu stark waren, um dagegen anzukämpfen. Das Thema Korruption werde in Lateinamerika oft totgeschwiegen, so die Regisseurin. In Magic Farm habe sie menschliche Begierden und zwischenmenschliche Beziehungen inmitten einer Gesundheits- und Umweltkatastrophe zeigen wollen, ähnlich wie in dem spanischen Film Willkommen, Mr. Marshall von Luis García Berlanga aus dem Jahr 1953, in dem viele Charaktere zusammen auf ein gemeinsames Ziel hinarbeiten, jedoch einer Lüge aufsitzen.
Die Hauptrollen besetzte sie mit Chloë Sevigny, Alex Wolff, Joe Apollonio, Camila del Campo und Simon Rex. Ulman selbst spielt Elena.
Die Dreharbeiten fanden in Argentinien statt und wurden im August 2024 beendet. Als Kameramann fungierte Carlos Rigo Belliver.
Die Weltpremiere des Films fand am 28. Januar 2025 beim Sundance Film Festival statt. Im Februar 2025 wurde er bei den Filmfestspielen in Berlin vorgestellt. Dort wurde der Film auch in das Programm des Teddy Award aufgenommen. Im März 2025 wird er beim Febiofest Bratislava vorgestellt. Anfang April 2025 wird er beim Los Angeles Festival of Movies gezeigt. Mitte, Ende April 2025 wird er beim San Francisco International Film Festival gezeigt und Ende April, Anfang Mai 2025 beim Atlanta Film Festival. Die Rechte für Nordamerika und das Vereinigte Königreich sicherte sich der Streamingdienst MUBI. Am 25. April 2025 kam der Film in ausgewählte US-Kinos und startete dort in der darauffolgenden Woche landesweit. Im Juli 2025 wird Hot Milk bei Nowe Horyzonty vorgestellt.

## Rezeption

### Kritiken
Die Kritiken fielen gemischt aus. Bei Rotten Tomatoes sind etwas weniger als die Hälfte aller aufgeführten Kritiken positiv.
Roland Meier schreibt in seiner Kritik für outnow.ch, die von Regisseurin Amalia Ulman gespielte Elena sei als einzige Spanisch-Kundige in der Lage, beide Seiten am Drehort der ausländischen Filmcrew zu verstehen, die sie als eine Ansammlung von Nilpen ohne Rückgrat, selbstverliebt und wahlweise mit aufgeblasenem Ego oder Imposter-Syndrom beschreibt. Das sei scharf beobachtete, etwas oberflächliche Satire, die sich Ulman zutraut, weil sie selber, als Argentinierin, die es im weltweiten Kunst-Zirkel zu was gebracht hat, beide Seiten kennt. Weniger offensichtlich sei hingegen der Zusammenhang mit dem Giftstoff Glyphosat des Monsanto-Konzerns, da sie das Thema in ihrem Film genauso verschämt wie die Argentinier des Dörfchens in Magic Farm verschweigt und nur am Rande erwähnt.

### Auszeichnungen
Internationale Filmfestspiele Berlin 2025
- Nominierung für den Panorama Publikumspreis (Amalia Ulman)